# Khaseem Greene
Khaseeme Greene (Elizabeth, 4 febbraio 1989) è un giocatore di football americano statunitense che gioca nel ruolo di linebacker per i Detroit Lions della National Football League (NFL). Fu scelto nel corso del quarto giro (117º assoluto) del Draft NFL 2013 dai Chicago Bears. Al college ha giocato a football alla Rutgers University venendo premiato come All-American.

## Carriera professionistica

### Chicago Bears
Greene fu scelto nel corso del quarto giro del Draft 2013 dai Chicago Bears. Debuttò come professionista nella vittoria della settimana 1 contro i Cincinnati Bengals mettendo a segno un tackle. Il primo intercetto in carriera lo fece registrare nella settimana 13 contro i Minnesota Vikings. La sua stagione da rookie si concluse con 28 tackle, 1 intercetto e un fumble forzato in 15 presenze, 4 delle quali come titolare. Nella successiva trovò meno spazio, terminando con 16 tackle in 16 presenze.

## Statistiche
| Partite totali      | 25 |
| Partite da titolare | 6  |
| Tackle              | 44 |
| Sack                | 0  |
| Intercetti          | 1  |

Statistiche aggiornate alla stagione 2015